# TV Canal Aberto
TV Canal Aberto foi uma emissora de televisão brasileira com sede em Coroatá, no estado do Maranhão.

## História
A TV Canal Aberto entrou no ar por volta de 2007, em data desconhecida, e era uma emissora pirata, pois não tinha concessão na Agência Nacional de Telecomunicações (Anatel).
Inicialmente retransmitia a programação da TV Meio Norte de Teresina, na época, afiliada à Rede Bandeirantes. Quando a emissora foi denunciada por transmissão pirata, deixou a Meio Norte e passou a transmitir a TV Diário de Fortaleza (que na época tinha sinal aberto no StarOne C2), e tempos depois a TV Nazaré, emissora católica sediada em Belém.
Durante as eleições municipais de Coroatá em 2008, a TV Canal Aberto foi acusada de fazer muita campanha para o candidato à reeleição Luís da Amovelar, do PDT, já que havia diversas denúncias de compra de votos, abuso de poder econômico, uso da máquina pública e dos meios de comunicação, que foram fatores determinantes para a reeleição de Amovelar contra Teresa Murad (PMDB).
Em 21 de agosto, a emissora foi tirada do ar pela Polícia Federal, comandada pelo delegado Emerson, que lacrou os transmissores por determinação da Anatel. Horas depois, desrespeitando a decisão da agência reguladora, Luís da Amovelar e sua equipe reativaram a TV Canal Aberto e passaram a difundir durante a programação local que "ninguém iria tirar a emissora do ar porque o prefeito era amigo e aliado do governador Jackson Lago" (que também era do PDT). A Anatel pediu à Justiça Federal a expedição do mandado de busca e apreensão que foi finalmente assinada pelo juiz federal Neiane Milhomem.